# ژان-ادرن الیه
ژان-ادرن الیه (به فرانسوی: Jean-Edern Hallier) نویسنده،روزنامه‌نگار،منتقد ادبی و مجری تلویزیون قرن بیستم میلادی اهل فرانسه بود.